# Шонан-Мару №10
Шонан-Мару № 10 (Shonan Maru No.10) — судно, яке під час Другої світової війни взяло участь у операціях японських збройних сил на сході Мікронезії.
«Шонан-Мару № 10» спорудили в 1938 році на замовлення компанії Nippon Suisan.
Судно реквізували для потреб Імперського флоту Японії та переобладнали в мисливець за підводними човнами.
Взимку 1942-го «Шонан-Мару № 10» перебував на Маршаллових островах. 1 лютого американське з'єднання здійснило рейд на японські бази в цьому архіпелазі. Деякі з них стали цілями для літаків з авіаносців, крім того, загін надводних кораблів провів обстріл атола Вотьє. В останньому випадку есмінець USS Dunlap потопив «Шонан-Мару № 10».